# Szalonnapatak
Szalonnapatak (románul: Solona) település Romániában, Szilágy megyében.

## Fekvése
Zsibótól keletre, Szurduk keleti szomszédjában, a Szamosba folyó Szalonnapatak mellett fekvő település.

## Nevének eredete
Neve a szláv slanina szóból ered, eredeti jelentése: sós, sáros víz, a mellette elfolyó Szalonnapatakra utalva.

## Története
Nevét az oklevelek 1554-ben említették először Zalonna néven.
1591-ben Nagy-Zalonna-patak, 1594-ben Nagy-Szalonna, 1607-ben Zalonna, 1622-ben Nagy-Szalonna, 1830-ban Szalonna.
A település kezdetektől fogva a kolozsmegyei Almásvárához tartozott. Balassa Imre özvegye Somi Anna a birtok negyedrészét 1554-ben férjének Patócsi Boldizsárnak adományozta.
1560-ban II. János király a birtok felét Bebek Ferenctől elkobozta, és Báthory Kristófnak adományozta. A birtok másik fele Balassa Zsófiáé volt.
1585-ben Balassa Zsófia Csáky László özvegye magát első férjétől Némethi Ferenctől való fiának néhai Zsigmondnak itteni részébe beiktatta.
1595-ben Bellő, másképp Balassi György volt a település birtokosa.
1622-ben a kolozsmonostori konvent átírta Báthory Zsigmond által Móra Mártonnak adományozott itteni rész adománylevelét.
1658-ban Csáky István és Sárközy György és az Oláh család birtoka volt.
Szalonnapatak a trianoni békeszerződés előtt Szolnok-Doboka vármegye Csákigorbói járásához tartozott.
1696-ban Szalonna török hódoltsági falu volt.
1722-ben a Sárközi családé; Sárközi György gyermekeié volt.
1727-ben  gróf Bethlen János és neje Alvinczi Erzsébet gyermekei osztoztak meg itteni birtokukon.
1783-ban alőri Sárközi György leányáé Sáráé és nagyenyedi Salánki család birtoka volt.
1810-ben Gyárfás József, Jósika Miklós, Székely Elek, Keczeli Sándor, Mohai Farkas, Salánki József és Simai Lukács részbirtoka.
1820-ban báró Jósika Miklós, Székely Elek, Keczeli Sándor, Mohai Farkas, Salánki Józsefné Csikós Julianna  és Gyárfás Elek birtoka volt.
1886-ban 292 lakosa volt, ebből 5 zsidó, a többi román volt.
1891-ben 329 lakosából 326 görögkatolikus, 3 izraelita volt. A házak száma ekkor 63 volt.
1900-ban 369 lakosából 186 férfi, a lakosok közül 6 magyar, 363 görögkatolikus román, Református 2, izraelita 4. Ebből magyarul beszélni tudott 8, irni-olvasni 12 tudott. A településházainak száma ekkor 71 volt.

## Nevezetességek
- Görögkatolikus fatemploma 1894-ben épült, 1895-ben szentelték fel.